# Сезувиум портулаковидный
Сезуви́ум портулакови́дный (лат. Sesuvium portulacastrum) — многолетнее травянистое растение, вид рода Сезувиум (Sesuvium) семейства Аизовые (Aizoaceae).

## Ботаническое описание
Стебли ползучие, зелёного или красного цвета, длиной 20—50 см, с большим количеством разветвлений. Листья линейной или эллиптической формы, длиной 1,5—5 см и шириной 2—10 мм. Черешок отсутствует. Цветки одиночные, яйцевидно-ланцетной формы, снаружи зелёного, а внутри — розового цвета. Цветоножка длиной 5—20 мм. Тычинок 15—20 штук. Завязи обратнояйцевидные, гладкие, с 3—5 рыльцами. Семена чёрные, блестящие, 1,2—1,5 мм в диаметре. Цветут с апреля по июнь. 
Число хромосом 2n = 36, 40 или 48. 
В условия сильной засухи способен переходить на САМ-фотосинтез.

## Экология и распространение
Сезувиум портулаковидный — тропический и субтропический вид. Распространён в Африке (Марокко, Сомали, Кении, Танзании, Сенегале, Мозамбике, Намибии), Азии (Китай, Тайвань), Северной (штаты Алабама, Мехико, Флориде, Луизиане, Миссисипи, Техасе) и Южной Америке (Бразилия, Эквадор, Аргентина).

## Галерея
| |  |  |  |
| Слева направо: 1 — общий вид растения; 2 — цветок; 3 — листья и цветок; 4 — заросли сезувиума портулаковидного. |  |  |  |